# Богатиков, Юрий Иосифович

Памятник Богатикову в Симферополе

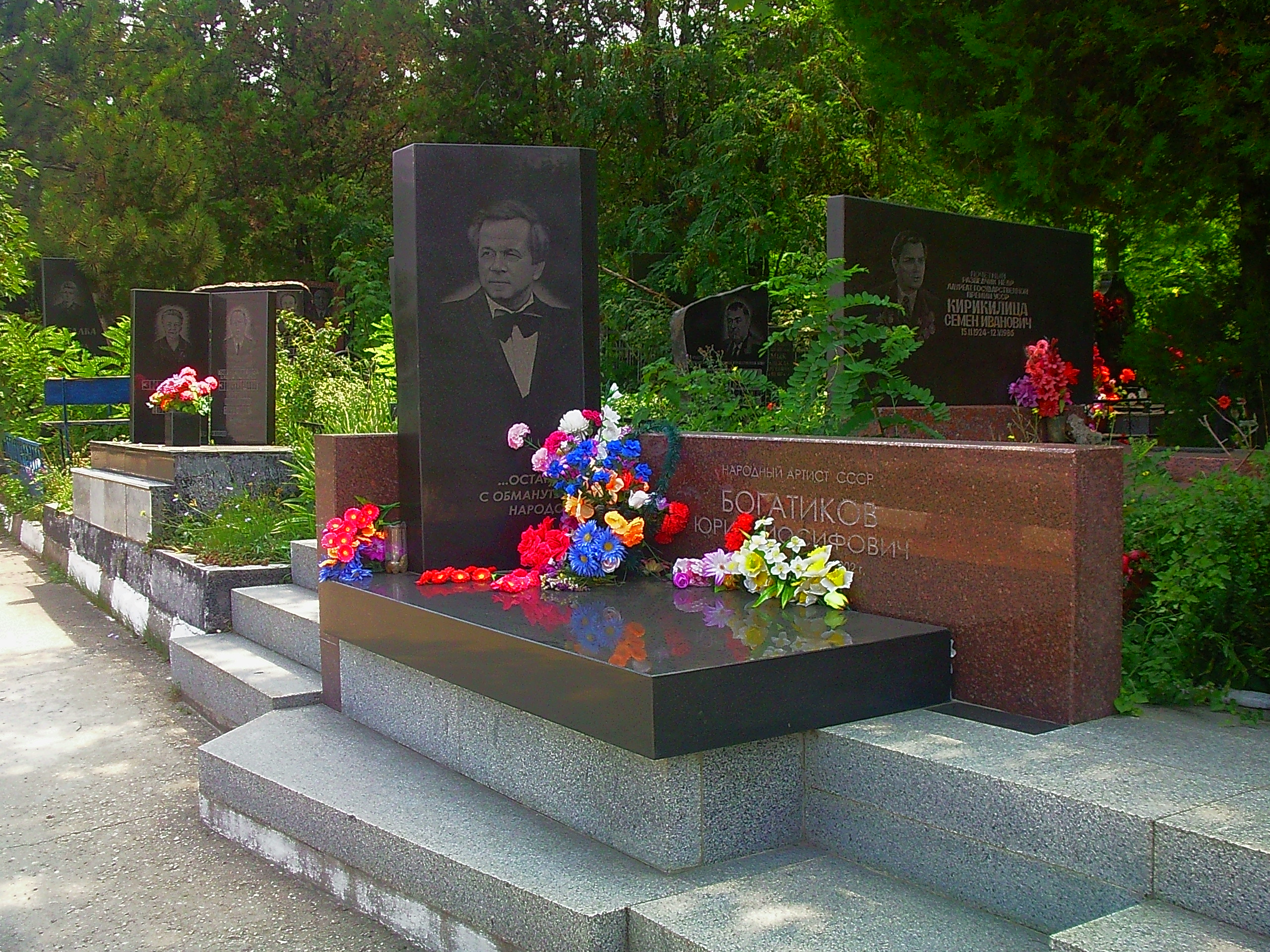
Могила Богатикова в Симферополе

Ю́рий Ио́сифович Бога́тиков (укр. Юрій Йосипович Богатиков; 29 февраля 1932, Рыково, Украинская ССР, СССР — 8 декабря 2002, Симферополь, Украина) — советский, украинский эстрадный певец (баритон). Народный артист СССР (1985).

## Биография
Родился 29 февраля (по другим источникам — 28 февраля или 27 февраля) 1932 года в Рыково (ныне  — Енакиево Донецкой области, Украина).
Детство прошло в Славянске Донецкой области. В годы войны вместе с семьёй был эвакуирован в Бухару. По окончании войны переехал вместе с семьёй в Харьков.
С 1946 по 1947 годы обучался в Харьковском ремесленном училище связи. Затем работал механиком по ремонту аппаратуры на Харьковском телеграфе, пел в самодеятельности и учился в Харьковском музыкальном училище (с 1968 — имени Б. М. Лятошинского). Учёбу прервала служба в армии — был призван на флот и с 1951 по 1955 годы служил на Тихоокеанском флоте. В годы службы пел в ансамбле песни и пляски Тихоокеанского флота. После увольнения в запас вернулся на старое место работы и продолжил учёбу. После окончания музыкального училища в 1959 году у М. А. Красновой, у которой также прошёл академическую школу оперного вокалиста, работал в Харьковском театре музыкальной комедии, затем солистом Шахтёрского ансамбля песни и танца «Донбасс» (Донецк).
С 1960 года — солист Харьковской филармонии, с 1963 — Луганской филармонии, с 1974 по 1992 год — Крымской филармонии и художественный руководитель ансамбля «Крым». С 1992 года — художественный руководитель филармонии по проведению фестивалей и специальных мероприятий.
В 1969 году в первый раз выступил на телевидении в праздничном концерте к Дню шахтёра с песней «Спят курганы тёмные».
В марте 1969 года в Берлине принял участие в международной телепередаче «Шлягеры большого города». После этой передачи получил приглашение западногерманского телевидения принять участие в передаче «Русский сувенир», который транслировался по интервидению. Затем выступил на декаде украинской литературы и искусства РСФСР в Воронеже.
В репертуаре певца свыше 400 песен советских и зарубежных авторов.
Гастролировал за рубежом (Германия, Франция, Польша, Колумбия, Перу, Венесуэла, Эквадор, Куба и др.).
В 1984 году в Москве в спортивном комплексе «Олимпийский» в течение двух недель с большим успехом демонстрировалось музыкальное театрализованное представление «Ой, Днипро, Днипро, ты широк, могуч!» посвящённое 40-летию Победы советского народа в Великой Отечественной войне, 40-летию освобождения Киева и Украины от немецко-фашистских захватчиков. Одним из участников представления был Юрий Богатиков.
В 1984 году окончил исторический факультет Симферопольского университета им. М. В. Фрунзе (ныне Крымский федеральный университет имени В. И. Вернадского).
В феврале 1989 года принял участие в фестивале искусств «Зимушка-зима».
Член художественного совета по эстраде при Министерстве культуры СССР с 1970 по 1986 годы.
Выпустил 8 аудиоальбомов цикла «Мужской разговор», лазерный диск «Красные розы».
Член КПСС с 1968 года. В 1994 году возглавил общественно-политическую организацию «Родина», которая выступала за воссоздание СССР.
Юрий Богатиков умер 8 декабря 2002 года в Симферополе от онкологического заболевания лимфатической системы. Похоронен на кладбище «Абдал».

### Семья
- Первая жена — Людмила, окончила Харьковское ремесленное училище связи, вечернее отделение Харьковского музыкального училища, пела в хоре Харьковского драматического театра им. Т. Г. Шевченко
  - Дочь — Виктория Щелкунова. Заслуженная артистка Автономной республики Крым
    - Внучка — Оксана
- Вторая жена — Раиса Ивановна Богатикова
- Третья жена — Татьяна Анатольевна Богатикова, живёт в Москве, работает режиссёром музыкальных программ на телеканале «ТВ Центр».

## Награды, звания и признание

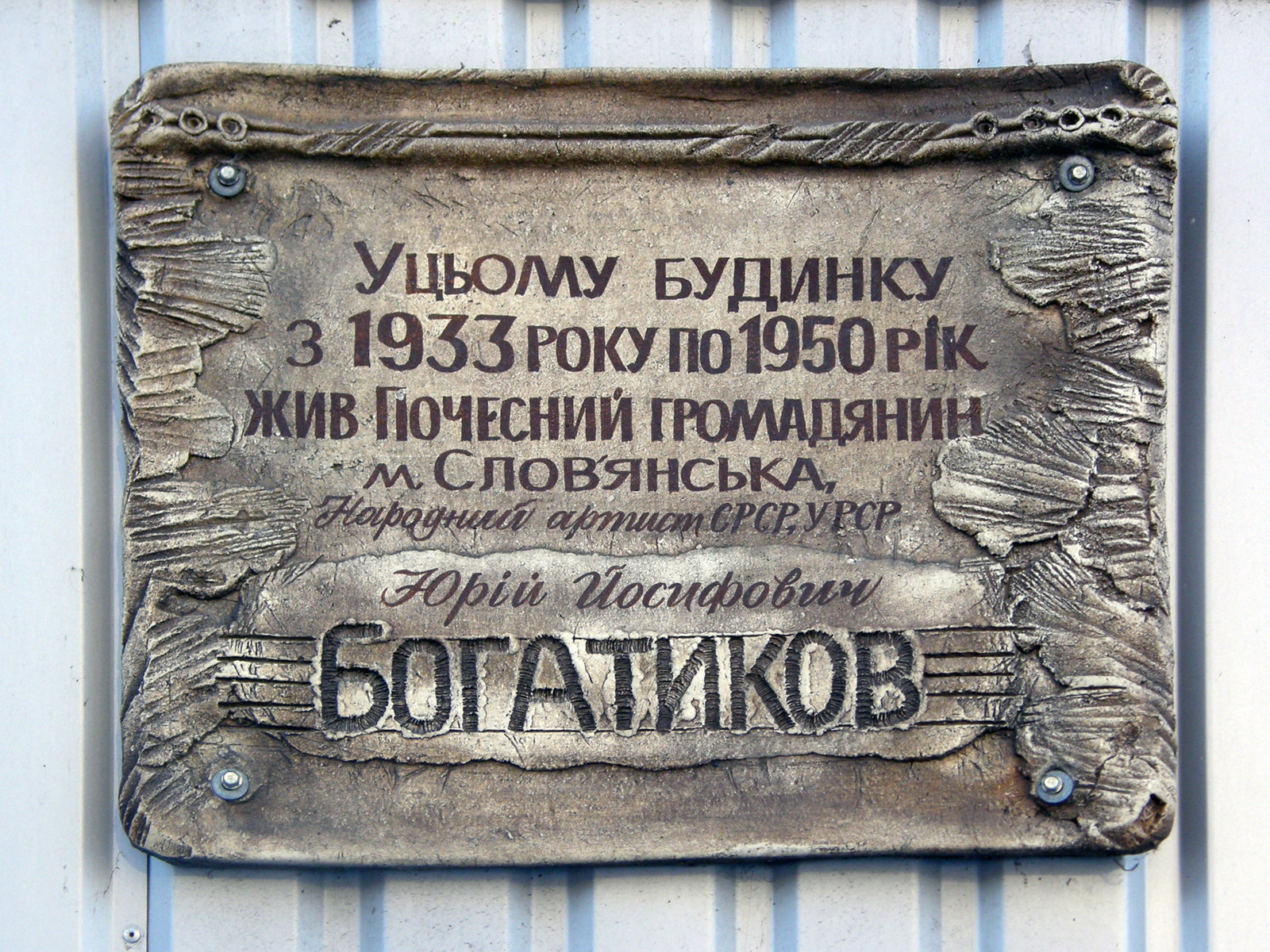
Памятная доска в Славянске, на доме, где в 1933-1950 гг. жил Богатиков Ю.И.

- Заслуженный артист Украинской ССР (1968)
- Народный артист Украинской ССР (1973)
- Народный артист СССР (1985) — за большие заслуги в развитии советского музыкального искусства[5]
- Заслуженный деятель искусств Автономной Республики Крым (2000) — за выдающийся вклад в развитие многонациональной культуры и искусства, многолетнюю плодотворную концертную деятельность, высокое исполнительское мастерство, активную общественную благотворительную деятельность[6]
- Премия Ленинского комсомола (1983)
- Орден «За заслуги» І степени (2002) — за выдающиеся достижения в развитии культуры и искусства, многолетнюю добросовестный труд[7]
- Орден «За заслуги» ІІ степени (1999) — за весомые достижения в профессиональной деятельности, значительный личный вклад в развитие культуры и искусства[8]
- Почётный знак отличия Президента Украины (1996) — за выдающийся личный вклад в обогащение национального культурно-художественного наследия, весомые творческие достижения и по случаю пятой годовщины независимости Украины[9]
- Орден Дружбы (2002, Россия) — за большой вклад в развитие русского песенного искусства и укрепление российско-украинских культурных связей[10]

- Орден «Знак Почёта» (1981)

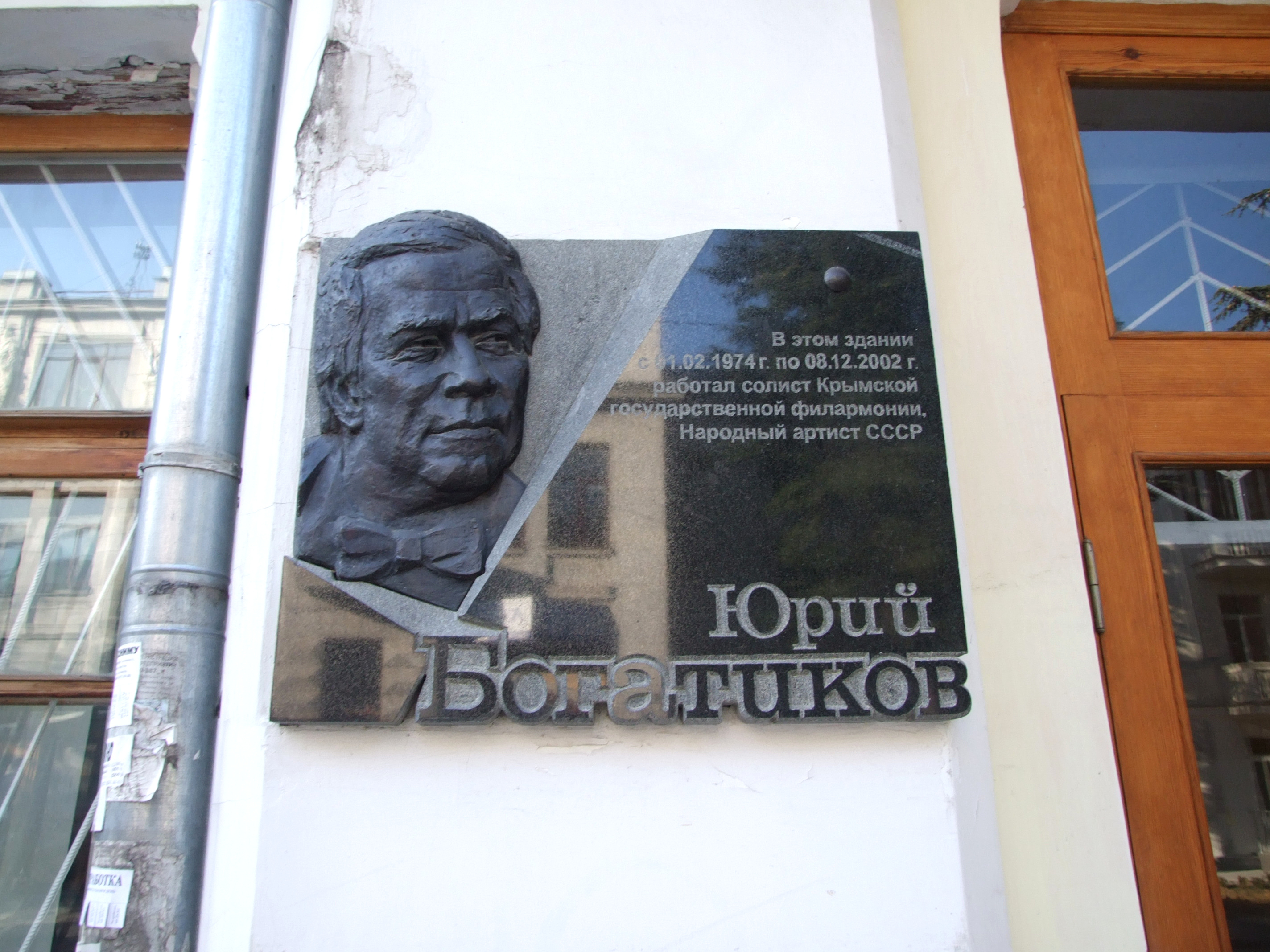
Памятная доска на здании Крымской филармонии, г. Симферополь, ул. Пушкинская

- Знак «Шахтёрская слава» I, II, III степеней
- Диплом 1-й степени конкурса вокалистов на фестивале молодёжи Украины (1967)
- Премия имени «Молодой гвардии» (1967)
- Специальный приз на Международном фестивале эстрадной песни «Дружба-68» в Берлине (ГДР, 1968)
- 2-я премия (серебряная медаль) на Международном фестивале эстрадной песни «Золотой Орфей» в Болгарии (1969) — за песню «Кохана» на музыку И. Поклада и стихи И. Бараха.
- Почётный гражданин Славянска (1985)
- Государственная премия Автономной Республики Крым- за создание фестивальных концертных программ «Новые имена Крыма» и «Вечера классической музыки». (1995 год)[11]
- Почётный гражданин Ялты (1996)
- Почётный крымчанин (2001) — за выдающиеся достижения в области культуры и создание Гимна Автономной Республики Крым[12]
- Почётный гражданин Автономной Республики Крым (1997) — за выдающиеся заслуги в развитии и популяризации патриотических и народных песен, большое исполнительское мастерство[13]
- Почётная грамота Президиума Верховной Рады Автономной Республики (2002) — за выдающийся вклад в развитие культуры и искусства, высокое исполнительское мастерство, плодотворную общественно-политическую деятельность и в связи с 70-летием со дня рождения[14]
- 9 марта 2001 года в честь Ю. И. Богатикова назван астероид 6784 Bogatikov, открытый в 1990 году астрономом Л. И. Черных

## Наиболее известные песни
- А всё-таки марши (В. Плешак — М. Дахие, 1973)
- А если повезёт (Г. Мовсесян — Л. Ошанин, 1970)
- Баллада о солдате (Возвращение) (А. Ляшев — Л. Смирнов, 1979)
- Вернулся я на Родину (М. Фрадкин — М. Матусовский, 1946)
- Весна сорок пятого года (А. Пахмутова — Е. Долматовский, 1970)
- Воспоминание о полковом оркестре (Ю. Гуляев — Р. Рождественский)
- Гори, гори, моя звезда (П. Булахов — В. Чуевский)
- Город нежный мой (О. Рыжов — А. Мирзоян)
- Давай поговорим (Э. Ханок — И. Резник, 1975)
- Давно не бывал я в Донбассе (Н. Богословский — Н. Доризо, 1973)
- Если бы парни всей земли (В. Соловьёв-Седой — Е. Долматовский, 1957)
- Живёт моя отрада (музыка и слова народные)
- Заветный камень (Б. Мокроусов — А. Жаров)
- Золотая Керчь (А. Экимян — Ф. Лаубе, 1970)
- Крымские зори (С. Пожлаков — Г. Горбовский, 1979)
- Любовь к отчизне (В. Левашов — В. Лазарев, 1973)
- Мы — армия народа (Г. Мовсесян — Р. Рождественский, 1981)
- На безымянной высоте (В. Баснер — М. Матусовский, 1963)
- Наша песня (А. Пахмутова — М. Лисянский, 1971)
- Не остуди своё сердце, сынок (В. Мигуля — В. Лазарев, 1976)
- Не плачь, девчонка (В. Шаинский — В. Харитонов)
- Оренбург — Ужгород (Г. Мовсесян — В. Татаринов, 1981)
- Офицерские династии (А. Пахмутова — К. Ваншенкин, 1973)
- Память любви (А. Мажуков — А. Поперечный)
- Песня о Севастополе (Е. Крылатов — И. Резник, 1987)
- Песня о советских чекистах (К. Молчанов — Н. Доризо)
- Прощайте, скалистые горы (Е. Жарковский — Н. Букин)
- Прощание с полком (Р. Майоров — М. Рябинин, 1973)
- Радуга мира (В. Газарян — О. Шираз, 1985)
- Россия (Л. Лядова — В. Лазарев)
- Спят курганы тёмные (Н. Богословский — Б. Ласкин)
- Старый домик (М. Блантер — В. Гусев)
- С чего начинается Родина (В. Баснер — М. Матусовский, 1968)
- Сияет лампочка шахтёра (Н. Богословский — М. Матусовский, 1974)
- Слушай, тёща (А. Пахмутова — Н. Дружининский, 1981)
- Совесть земли (А. Ляшев — Н. Зиновьев, 1979)
- Твой солдат (В. Гамалия — А. Софронов, 1980)
- Терская походная (Братья Покрасс — А. Сурков, 1970)
- Три поради (И. Шамо — Ю. Рыбчинский)
- Три танкиста (Братья Покрасс — Б. Ласкин, 1938)
- Ты меня, папаня, не жури (В. Дмитриев — С. Беликов, 1969)
- Усталая подлодка (А. Пахмутова — С. Гребенников, Н. Добронравов, 1966)
- Ходили мы походами (К. Листов — А. Жаров, 1948)
- Через две зимы (В. Шаинский — М. Пляцковский, 1976)
- Четвёртая весна (А. Семёнов — А. Вратарев)
- Шахтёрский марш (П. Аедоницкий — И. Шаферан, 1960)
- Шумят хлеба (А. Пахмутова — С. Гребенников, 1976)
- Экипаж — одна семья (В. Плешак — Ю. Погорельский, 1970)[15]

## Память
- 28 февраля 2004 года в Симферополе открыт архитектурно-мемориальный комплекс памяти Ю. Богатикова.
- В Харькове планируют установить мемориальную доску певцу[16].
- В Саки именем Ю. Богатикова названа музыкальная школа.
- В Керчи именем певца назван городской культурный центр.
- В Крыму ежегодно проходит фестиваль юных исполнителей в память о таланте Ю. Богатикова.
- На стене Крымской филармонии установлена мемориальная доска с барельефом певца.
- В 2012 году был снят документальный фильм «Юрий Богатиков. Я остаюсь…». Документальный фильм посвящён 80-летию со дня рождения певца.